# Gerhard Carl Zell
Gerhard Carl Zell (* 1807 in Hannover; † 24. Mai 1852 ebenda) war ein deutscher Goldschmied, königlich-hannoverscher Hof-Juwelier und Stadtleihhaus-Taxator.

## Leben
Gerhard Carl war der älteste Sohn von Johann Peter Friedrich Zell, bei dem er auch seine Ausbildung durchlief und nach den Wanderjahren als Geselle arbeitete. Am 24. August 1832 leistete er den Bürgereid und wurde im selben Jahr selber Meister. Bereits ab dem Folgejahr 1833 wurde er in den Adressbüchern der Stadt Hannover als „Juwelierer, Gold- und Silberarbeiter und Taxator“ geführt, ab 1841 als Hofjuwelier und Stadtleihaustaxator. Neben Georg Ludwig Benseler und Georg Julius Friedrich Knauer gehörte er zu den drei Amtsmeistern. 1837 veranstaltete der Gewerbe-Verein für das Königreich Hannover seine zweite allgemeine Ausstellung inländischer gewerblicher Erzeugnisse, auf der Zell lobend erwähnt wurde.
Gerhard Carl Zell bildete mehrere Lehrjungen aus, neben Eduard Petri und Ernst Wilhelm Dehlke auch Friedrich Carl Büsch, der nach Zells Tod das Geschäft unternahm; seine Familie hatte es bis 1943 inne. Daneben beschäftigte er mehrere bekannte Gesellen.

## Werke
Zu den erhaltenen und bekannten Werken Zells zählt etwa ein 1842 datierter Kelch mit Patene in Brome mit dem Meisterzeichen Zell. Auch weitere Arbeiten Zells – zumeist in Privatbesitz – sind bekannt. Ein Kelch von 1849 ist Teil des Abendmahlsgerätes in der St. Georg-Kirche Afferde. Eine silberne Gewürzkarre befindet sich im Museum für Kunst und Kulturgeschichte Dortmund (Inv. Nr. C 6596 a–c). Laut den Aufzeichnungen des Ordenskundlers Friedhelm Beyreiß lieferte Zell auch Groß- und Kleinkreuze für den Großherzoglich Oldenburgischen Haus- und Verdienstorden des Herzogs Peter Friedrich Ludwig. Ebenso war er einer der Hersteller des St. Georgs-Ordens.